# Vulkanska erupcija
Erupcija je izbacivanje užarene lave kroz vulkanske kratere iz unutrašnjosti na površinu Zemlje.
Erupcije često prate izbijanja velikih količina plinova i pare, vulkanskog pepela i komadića stvrdnute lave. Mogući su i lokalni potresi.